# NV Vischhandel, Reederij en IJsfabriek Vrolijk
De NV Vischhandel, Reederij en IJsfabriek Vrolijk te Scheveningen ontstond in 1890. Rond 1940 telde ze zo’n 22 vissersschepen. De Scheveningse rederij was in de oorlogsjaren omstreden. Haar faillissement werd uitgesproken in 1970.

## Verwalter
Ten tijde van de Tweede Wereldoorlog waren vijf zoons van oprichter Frank Vrolijk werkzaam in de rederij, waarvan twee als directeur. Drie hunner waren NSB'er geweest, terwijl een vierde consequent NSB-lid was gebleven. De voortdurende ruzies tussen het directielid Cor Vrolijk en de vier anderen leidde al in de eerste oorlogsjaren tot de komst in het bedrijf van de Duitse Abwehrmann en Kapitänleutnant Friedrich Carl Heinrich Strauch als Verwalter (beheerder) namens de Duitse bezettingsoverheid. Hierdoor kreeg de Marine-Abwehr, net zoals het geval was met Rederij Schipper & Van den Oever en Rederij L. Parlevliet Nz., ook Rederij Vrolijk in haar greep. De broers verweten elkaar verantwoordelijk te zijn voor de komst van de Duitse zetbaas. Directeur Cor Vrolijk werd na korte tijd door de Verwalter ontslagen.

## Spionageloggers
Evenals de Rederij L. Parlevliet Nz. reedde ook Vrolijk, naast eigen schepen, die van anderen uit. Ook Vrolijks vissersschepen voeren na medio 1944, toen IJmuiden als thuishaven voor de vissersvloot werd gesloten, uit vanuit Delfzijl. Men viste daarbij in de Waddenzee. Op 19 maart 1945 voeren Vrolijks eigen schip, de SCH 65, en een door de rederij uitgereed schip, de IJM 263, vanuit Delfzijl uit. Vanwege het uitblijven van berichten van en over beide schepen bij de betrokken reder - z.g. tijdingloosheid - werd hun verongelukken geconcludeerd. Een ander schip van Vrolijk, de SCH 160, kon wegens gebrek aan brandstof niet uitvaren. Op de drie schepen was standaard een zogeheten vertrouwensman of V-Mann operationeel. Op grond hiervan hebben de geallieerden - die de spionageloggers intussen kenden - vrijwel zeker de twee vissende schepen tot zinken gebracht. Niemand overleefde. De toen nog enige directeur, tevens NSB'er, Simon Vrolijk, werd na de oorlog geïnterneerd wegens samenwerking met de Duitse bezetter.